# نیتن کورنبلوم
نیتن کورنبلوم (انگلیسی: Nathan Kornblum; ۲۲ مارس ۱۹۱۴ – ۱۳ مارس ۱۹۹۳) شیمی‌دان اهل ایالات متحده آمریکا بود. واکنش اکسایش کورنبلوم در شیمی آلی به افتخار وی نامگذاری شده است. وی همچنین برندهٔ جوایزی همچون کمک‌هزینه گوگنهایم شده است.